# كلود لي بلان
كلود لي بلان هو سياسي فرنسي، ولد في 1 ديسمبر 1669 في نورماندي في جيرزي، وتوفي في 19 مايو 1728 في فرساي في فرنسا. انتخب  وانتخب  وانتخب Secretary of State for War (France) ‏.